# Billy Green (cầu thủ bóng đá, sinh năm 1881)
William John Green (tháng 3 năm 1881 – tháng 2 năm 1951) là một cầu thủ bóng đá người Anh từng thi đấu ở vị trí thủ môn.

## Sự nghiệp
Sinh ra ở Gravesend, Kent, Green bắt đầu sự nghiệp tại bóng đá non-league cùng với Gravesend United và Brentford trước khi được ký hợp đồng với đội bóng ở Second Division Burnley năm 1903. Trong 5 mùa giải với the Clarets ông thi đấu 147 trận ở giải vô địch trước khi chuyển đến Bradford Park Avenue đầu mùa giải 1908–09. Ông trải qua 2 mùa giải cùng với Bradford Park Avenue và thi đấu 31 trận trước khi giải nghệ năm 1910.